# 花蓮縣歷史
花蓮古稱「奇萊」，是縣域北部的撒奇萊雅族名稱「Sakiraya」的音譯，又稱「崇爻」（tsongau），阿美語意為「猴子」。花蓮是臺灣原住民的世居之地，而漢人至花蓮開墾是咸豐元年（1851年），相傳來此開墾的河洛人，見到溪水奔海，而與波瀾交會，作迴旋狀，故稱之為洄瀾(台：Huê-liân)，後改為台語音近的花蓮（台：Hua-liân）。

## 史前時期
花蓮地區很早就有卑南文化等人類活動。在16世紀前後，太魯閣族人由南投翻越中央山脈至花蓮縣秀林鄉山區一帶（太魯閣地區）。

## 荷西時期
15世紀末，葡萄牙人航海經過東台灣時，將花蓮溪河口一帶的海岸稱爲Rio Duero，意為「產金之河」。西班牙人在1622年到這裡採取砂金，運回金包里一帶（今新北市金山區），將現花蓮縣北部劃為哆囉滿省區（西班牙語：Turoboan）。後荷蘭擊敗西班牙奪取北台灣的控制權，花蓮成爲荷蘭的福爾摩沙十一郡省之一，被歸在淡水地方會議區內。

## 清治時期
1874年牡丹社事件後，清政府為鞏固邊防與安撫原住民，由欽差大臣沈葆楨派遣臺灣道夏獻綸與福建省陸路提督羅大春修築理蕃道路。經費時兩年，開闢「平路一丈，山蹊六尺」為準之路，俾能通行輿馬，與當時完成的崑崙坳古道形成一南一北，因而被稱為「北路」，即現今所稱「蘇花古道」。路線北起蘇澳，沿途經過東澳、大南澳、大濁水、大清水、得其黎、新城、歧萊花蓮港、吳全城、大巴籠、周塱社，南迄至秀孤巒水尾。全程總長308里。北路開通前的交通貿易都靠海路，陸路則僅為東西向的原住民遷徙路線、獵路。北路沿著峭壁開出，相當狹小曲折，路寬僅約一丈多，且路況不穩定，時有坍塌的情形，交通功能極為有限。
1878年（光緒四年），清政府派兵進入花蓮北部，遭遇撒奇萊雅族強烈抵抗，清軍攻毀撒奇萊雅社，稱為「加禮宛事件」。倖存的族人隱藏自己的文化和語言融入阿美族中。1884年（光緒十年），中法戰爭後，清朝廷再度重視臺灣，次年，臺灣建省，1887年（光緒十三年）8月臺灣省正式運作。首任巡撫劉銘傳以「轄境太廣，則耳目難周；控制太寬，則聲氣多阻。」建議重劃臺灣郡縣，於水尾設直隸知州，稱臺東直隸州，原卑南廳舊治設州同一員，花蓮港增設州判一員。過去設卑南廳時，便有人提議日後開發後可將此處改設為一府三縣，《臺灣輿圖》也將卑南廳分成三段。從北到南分別是崎萊（木瓜溪以北）、秀姑巒（木瓜溪到網網溪）、卑南（網網溪以南）。而根據《臺灣地輿全圖》說略，當初設臺東直隸州時，原本計畫將州域分三段，北段設花蓮港廳，中段是州治水尾，南段設卑南廳。
光緒十四年（1888年8月2日）發生大事件（呂家望事件），台東直隸州所屬的里壠庄即新開園府的漢人移民及原住民（主要為大武壠族），因為卑南撫墾局委員雷福海等官員的壓榨及欺凌婦女，乃率眾700餘人到大庄局殺害委員雷福海、司事翁源、局書何茂、王升並局差、局勇等。最後發展成為花東縱谷各庄社的大武壠族、阿美族、卑南族、客家墾民聯合反抗清政府的戰事。水尾駐守的清軍被殲滅，營房、民房也遭到燒毀，清朝政府動用北洋水師之致遠、靖遠兩艘穹甲巡洋舰。两舰上的部分水兵临时组成“洋枪队”，在舰炮掩护下登陆进行北洋水師第一次两栖登陆作战，戰火蔓延到8月下旬才被官方鎮壓。根據胡傳在光緒十八年（1892年）前往臺東直隸州巡視的記錄，當時水尾一帶只有四、五家居民，都是粵人。1888年（光緒十四年）12月7日裁撤原駐紮卑南的臺灣府南路撫民理番同知，正式設立臺東直隸州。后移治今臺湾臺東縣西北卑南乡。属福建臺灣省。

## 日治時期

1930年花蓮港廳

1895年（光緒二十一年）臺灣根據《馬關條約》割讓给日本後，臺灣總督府將臺東州降格成與西部縣等同的出張所，由臺南府改制的臺南民政支部管轄。隔年，臺南民政支部改為臺南縣，臺東出張所改為臺東支廳。1897年（日明治三十年）臺東支廳升格為臺東廳。1897年臺東支廳升格為臺東廳，下設三辨務署，分別為管轄蓮鄉的奇萊辨務署、管轄新鄉和奉鄉的水尾辨務署，以及管轄南鄉跟廣鄉的卑南辨務署。到1901年時，廢辦務署改設支廳，原卑南辨務署分拆為廳直轄跟二支廳。1909年，花蓮地區脫離臺東，成立花蓮港廳，獨立設治至今。
1908年12月發生七腳川事件，日本軍警進攻並焚毀花蓮北部最大原住民勢力阿美族七腳川社，七腳川社族人被遷移至今日之花蓮池南、月眉、溪口及臺東縣海端，稱為七腳川新社，七腳川社的土地被沒收，後來即變成日本移民村吉野村的土地來源。。1910年2月9日，荳蘭移民指導所成立於花蓮港廳蓮鄉荳蘭社，由台灣總督府招募日本德島縣的9戶農民至七腳川，同年又招募52戶275人。1911年正式命名為吉野村，分為宮前、清水、草分三個部落，面積共1260甲。又陸續建立吉野圳、吉野神社、真言宗吉野布教所（現慶修院）、吉野村尋常高等小學校（現吉安國小）、醫療所等。1919年時約有327戶、1694人；其中含宮前部落135戶、清水部落125戶、草分部落67戶。至1933年時，全村則約有300戶、1318人。1945年日本戰敗後，日籍移民全數返鄉，吉野改名為吉安。
1914年5月17日至8月28日間，臺灣總督府為控制臺灣花蓮一帶的原住民勢力，並有效控制太魯閣地區龐大的自然資源，與當時控制太魯閣地區的太魯閣族人爆發了太魯閣戰爭。戰爭前的準備期長達二年，多次的探勘、觀測、地圖描繪周詳。在近三個月的密集戰鬥中，太魯閣族用有限的槍彈、人力與物力，靠傳統打獵法等戰術，造成敵軍傷亡無數。在日軍強大火力的攻擊下，太魯閣人的抵抗終告失敗。
戰爭結束後，剩餘的太魯閣族被強迫遷往平地居住，並進行日本化教育。
1932年臨海道路（今蘇花公路之前身）通車前，往來花蓮港通常需要乘船、而有「陸上離島」之稱。1916年，臺灣總督府開始開鑿「東海徒步道」，將路寬拓增至12台尺，於1923年完工後，可供辦公、行旅之人來往，但車輛依然無法通行。1925年，將路幅拓為3.56公尺之寬，並於蘇澳到太魯閣口之路段鋪設砂礫路面，其中有部份之路段為供車輪行駛而鋪設混凝土，於太魯閣口到花蓮港之路段則大幅拓寬為14公尺，鋪設砂礫路面。完工總長約120公里。合計有大型橋樑9座，隧道14處。全線於1932年通車，改稱為「臨海道路」，並編列為「指定道路」。通車後的臨海道路有東海自動車運輸株式會社經營客運服務，提供巴士載運乘客來往於宜蘭、花蓮港，每日對開二班車次，行車時間約莫於海運載客之航程。

早期單線道的蘇花公路

## 戰後時期
臺灣戰後時期，於1946年1月9日設立花蓮縣；4月，壽鄉更名壽豐鄉、研海鄉更名新城鄉，西新社鄉更名豐濱鄉；9月16日，太平鄉更名卓溪鄉；10月1日，士林鄉更名秀林鄉。1947年3月6日，由鳳林鎮及瑞穗鄉各划一部分增設光復鄉。1948年1月1日，吉野鄉更名吉安鄉。1950年，太平鄉更名卓溪鄉。
1950年10月15日成為第一個依據《中華民國憲法》實行地方自治的縣市。由中國民主社會黨的楊仲鯨當選首任民選縣長，有華人社會第一位民選縣長之說。
1951年4月，中部橫貫公路進行南北兩線初勘。1955年6月底，蔣經國率隊踏勘日人擬開闢之中線，後因此線地質不佳作罷，後選定北線合歡越嶺古道作為作為中橫的大致路線。1956年6月中旬，蔣經國率隊自谷關入山，由西向東對北線作最後一次的勘驗。7月7日正式開工，此工程動員了1萬多位退伍的榮民。中橫公路在開工之後曾發生過不少意外。經統計因工程意外及天災而殉難的有212人、受傷者702人，平均下來每公里犧牲1人餘。中橫的完工日期比預定的提早半年完工，整個工程費時三年九個月十八天，花費約4億9456萬新台幣（含美援3億8994萬元）。在1960年5月9日開放通車，通車典禮由時任中華民國副總統陳誠主持。
1973年，颱風娜拉侵襲東臺灣，造成臺灣東部地區交通嚴重受創。為了徹底解決交通問題，臺灣省政府研議出三個改善方案：拓寬蘇花公路、另外興建雙線公路以及興建北迴鐵路。其中第三個方案所需費用比第二個方案低，效益也比較大。因此在時任臺灣省政府主席謝東閔於行政院會議中報告後，由時任行政院院長蔣經國裁示興建，並列入十大建設當中。同年12月25日，北迴線正式動工，並於1980年2月1日全線通車。沿線築有大、小橋樑共91座，隧道16座，全長達31,029公尺，其中觀音隧道長7,757公尺，為當時全台灣最長的隧道。
2004年1月14日，中華民國政府承認原被歸為泰雅族的太魯閣族為獨立的原住民族，成為第12個經行政院核定的臺灣原住民族。